# Långå
Långå is een plaats in de Zweedse gemeente Härjedalen in het gelijknamige landschap en de provincie Jämtlands län. De plaats heeft 57 inwoners (2005) en een oppervlakte van 39 hectare. De plaats ligt aan de rivier de Ljungan. De directe omgeving van de plaats bestaat uit landbouwgrond, deze landbouwgrond beslaat echter wel een betrekkelijk klein oppervlakte en wordt omringd door naaldbos, ook liggen net ten westen van Långå twee watervallen.

## Verkeer en vervoer
Bij de plaats loopt de Riksväg 84.